# Eurhabdus zephyreus
Eurhabdus zephyreus är en tvåvingeart som beskrevs av Aldrich 1923. Eurhabdus zephyreus ingår i släktet Eurhabdus och familjen rovflugor.
Artens utbredningsområde är Costa Rica. Inga underarter finns listade i Catalogue of Life.